# Беркли, Джон

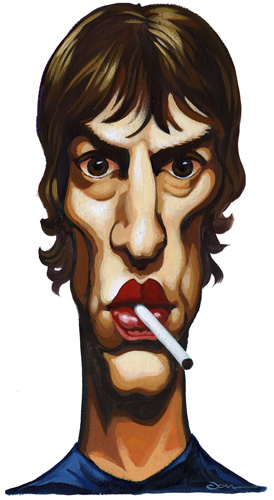
Одна из карикатур Д. Беркли

Джон Беркли (англ. Jon Berkeley; 1962, Дублин, Ирландия) — ирландский художник-иллюстратор, карикатурист, детский писатель
.

## Биография
В 1980-х годах много путешествовал, работал фрилансером, создавая иллюстрации для различных журналов, в том числе в Лондоне, Барселоне, Сиднее и Гонконге . В 1992 году вернулся на родину и вместе с несколькими ведущими ирландскими иллюстраторами Роджером О’Рейли и П. Дж. Линчем основал неформальное объединение Baggot Street Central.
Его иллюстрации публиковались на страницах престижных мировых журналов, таких как «Time», «The Sunday Independent» (Ирландия), «The Washington Post», голландской газеты «de Volkskrant», регулярно в «The Economist». Многие карикатуры были опубликованы в газетах «The Sunday Times», «Hot Press» и «Los Angeles Times». Работы Беркли были отмечены, в том числе, Обществом новостного дизайна и Институтом креативной рекламы и дизайна.
Однако, настоящую популярность ему принесли иллюстрации детских книг, которые он сам написал и проиллюстрировал. Первой из них была «Палочки для еды», выпущенная в 2005 году, рассказывающая о дружбе мышки и китайского дракона.
Беркли — автор серии из трёх детских сказок :
- 2005 — Дворец смеха (The Palace of Laughter) — номинирован в 2007 году на премия CBI Bisto Award.
- 2007 — Тигровое яйцо (The Tiger’s Egg)
- 2009 — Ключ от молнии (The Lightning Key).